# 丹尼·海涅曼数学物理奖
丹尼·海涅曼数学物理奖（英語：Dannie Heineman Prize for Mathematical Physics）是由美国物理学会和美国物理协会联合颁发的数学物理奖项，自1959年起每年颁发一次。该奖项由海涅曼基金会建立，以纪念比利时裔美国工程师丹尼·海涅曼。

## 获奖者
來源：美國物理學會
- 1959年：默里·盖尔曼
- 1960年：奥格·玻尔
- 1961年：马文·伦纳德·戈德伯格
- 1962年：莱昂·范霍夫（英语：Léon Van Hove）
- 1963年：基斯·布吕克纳（英语：Keith Brueckner）
- 1964年：图利奥·雷吉
- 1965年：弗里曼·戴森
- 1966年：尼古拉·博戈柳博夫
- 1967年：吉安·卡罗·威克
- 1968年：塞尔焦·富比尼
- 1969年：亚瑟·怀特曼（英语：Arthur Wightman）
- 1970年：南部阳一郎
- 1971年：罗杰·彭罗斯
- 1972年：詹姆斯·比约肯
- 1973年：肯尼斯·威耳逊
- 1974年：苏布拉马尼扬·钱德拉塞卡
- 1975年：路德维希·法捷耶夫
- 1976年：史蒂芬·霍金[2]
- 1977年：史蒂文·温伯格
- 1978年：埃利奥特·利布
- 1979年：杰拉德·特·胡夫特
- 1980年：詹姆斯·格利姆、阿瑟·贾菲
- 1981年：杰弗里·戈德斯通
- 1982年：约翰·克莱夫·沃德（英语：John Clive Ward）
- 1983年：马丁·大卫·克鲁斯卡尔（英语：Martin David Kruskal）
- 1984年：罗伯特·格里菲思（英语：Robert Griffiths (physicist)）
- 1985年：达维德·吕埃勒
- 1986年：亚历山大·泊里雅科夫
- 1987年：罗德尼·巴克斯特
- 1988年：朱利斯·外斯、布鲁诺·朱米诺
- 1989年：约翰·贝尔
- 1990年：雅科夫·西奈
- 1991年：托马斯·斯潘塞（英语：Thomas Spencer (mathematical physicist)）、于尔格·弗勒利希
- 1992年：斯坦利·曼德尔施塔姆
- 1993年：马丁·古茨维勒
- 1994年：理查德·阿诺维特、斯坦利·德塞尔、查尔斯·米斯纳
- 1995年：罗曼·贾基夫
- 1996年：罗伊·格劳伯
- 1997年：哈里·莱曼（英语：Harry Lehmann）
- 1998年：内森·塞伯格、爱德华·威滕
- 1999年：巴里·M·麦科伊（英语：Barry M. McCoy）、吴大峻、亚历山大·查莫罗德契可夫（英语：Alexander Zamolodchikov）
- 2000年：西德尼·科尔曼
- 2001年：弗拉基米尔·阿诺尔德
- 2002年：迈克尔·格林、约翰·施瓦茨
- 2003年：伊冯娜·肖凯-布吕阿（英语：Yvonne Choquet-Bruhat）、詹姆斯·W·约克（英语：James W. York）
- 2004年：加布里埃莱·韦内齐亚诺
- 2005年：乔治·帕里西
- 2006年：塞尔焦·费拉拉、丹尼尔·Z·弗里德曼（英语：Daniel Z. Freedman）、彼得·范尼乌文赫伊曾
- 2007年：胡安·马尔达西那、约瑟夫·波尔钦斯基
- 2008年：米切尔·费根鲍姆
- 2009年： 卡罗·贝基、阿兰·鲁埃、雷蒙·斯托拉、伊戈尔·秋京
- 2010年：迈克尔·艾森曼（英语：Michael Aizenman）
- 2011年：赫伯特·施波恩
- 2012年：乔瓦尼·约纳-拉西尼奥
- 2013年：神保道夫、三輪哲二
- 2014年：格雷·穆爾
- 2015年：皮埃尔·拉蒙
- 2016年：安德鲁·施特罗明格、卡姆朗·瓦法
- 2017年：卡爾·M·班德（英语：Carl M. Bender）
- 2018年：巴里·西蒙
- 2019年：T·比爾·薩瑟蘭（英语：T. Bill Sutherland）、弗朗切斯科·卡洛蓋羅（英语：Francesco Calogero）、米歇爾·戈丹（英语：Michel Gaudin (physicist)）
- 2020年：斯韋特蘭娜·吉托米爾斯卡亞（英语：Svetlana Jitomirskaya）
- 2021年：喬爾·勒博維茨（英语：Joel Lebowitz）
- 2022年：安蒂·庫皮亞寧（英语：Antti Kupiainen）、克日什托夫·蓋維茨基（英语：Krzysztof Gawedzki）
- 2023年：尼基塔·涅克拉索夫（英语：Nikita Nekrasov）